# 40 y tantos
 (août 2018).
40 y tantos, est une telenovela chilienne diffusée en 2010-2011 par TVN.

## Distribution

### Principaux
- Francisco Melo - Diego Elizalde
- Paola Volpato - Loreto Estévez
- Francisca Imboden - Rosario Elizalde
- Francisco Pérez-Bannen - Marcos Elizalde
- Matías Oviedo - Miguel Elizalde
- Nicolás Brown - Cristóbal Cuesta
- Mónica Godoy - Susana Jeréz
- Claudia Burr - Tatiana Arismendi
- Javiera Osorio-Ghigliotto - Camila Elizalde
- Andrés Velasco - Joaquín Sardá
- Katyna Huberman - Renata Santelices
- Juanita Ringeling - Fernanda Elizalde
- Bastián Bodenhöfer - Gaspar Mellado
- Cristián Riquelme - Benjamín Izquierdo
- César Caillet - Genaro Monckeberg
- Jorge Velasco - Damián Elizalde

### Guest Stars
- Begoña Basauri - Josefina Guzmán
- Alejandra Fosalba - Amanda Ferretti
- Catalina Aguayo - Macarena Jorquera - Villain
- Javiera Hernández - Ornella Santini - Villain
- Catherine Mazoyer - Flavia Elizalde
- Remigio Remedy - Rodrigo Cuesta - Villain
- Nicolás Pérez - Martín Sotomayor
- Teresa Hales - Jocelyn Pérez
- Elvira Cristi - Consuelo Solar
- Hugo Vásquez - Hugo, Directeur de l'Université
- René Pinochet - Mario Becker
- Renato Münster - Le juge de l'état civil
- Viviana Rodriguez - Carolina
- Peggy Cordero - Gina, Mère Genaro
- Yamila Reyna - Argentine Secrétariat.
- Javiera Acevedo

## Diffusion internationale
- TVN: Lundi à jeudi aux 22h00 (12 juillet 2010-2011)
- TV Chili (Amérique Latine): Lundi à jeudi aux 17h00 / 18h00 (12 juillet 2010-2011)